# Chivamyia parva
Chivamyia parva är en tvåvingeart som först beskrevs av Boris Borisovitsch Rohdendorf 1935.  Chivamyia parva ingår i släktet Chivamyia och familjen köttflugor.
Artens utbredningsområde är Uzbekistan. Inga underarter finns listade i Catalogue of Life.